# Mongoliets Davis Cup-lag
Mongoliets Davis Cup-lag styrs av Mongoliets tennisförbund och representerar Mongoliet i tennisturneringen Davis Cup. Mongoliet debuterade i sammanhanget 2008 och slutade samma år femma bland sex lag i sin alla mot alla-pool i Grupp IV.